# Arouca e Burgo
Arouca e Burgo (oficialmente: União das Freguesias de Arouca e Burgo) é uma freguesia portuguesa do município de Arouca, com 15,24 km² de área e 5120 habitantes (censo de 2021). A sua densidade populacional é 336 hab./km².
É a freguesia onde se localiza a vila de Arouca, que é a sede do município , estando situada no vale do rio Arda, em plena bacia hidrográfica do Rio Douro, pertencendo à Área Metropolitana do Porto, à Região do Norte de Portugal e ao distrito de Aveiro (localizada no seu extremo nordeste). O município de Arouca (que faz fronteira com Gondomar, município do Grande Porto) situa-se, por estrada, a cerca de 35 Km a sudeste da cidade do Porto, enquanto que a vila de Arouca, sede do município, localiza-se a cerca de 55 Km, num percurso rodoviário estruturado pela A32 e pela EN 326 (variante).

## História
Foi constituída em 2013, no âmbito de uma reforma administrativa nacional, pela agregação das antigas freguesias de Arouca e Burgo.

## Demografia
A população registada nos censos foi:
| Distribuição da População por Grupos Etários | Distribuição da População por Grupos Etários | Distribuição da População por Grupos Etários | Distribuição da População por Grupos Etários | Distribuição da População por Grupos Etários | Distribuição da População por Grupos Etários |
| -------------------------------------------- | -------------------------------------------- | -------------------------------------------- | -------------------------------------------- | -------------------------------------------- | -------------------------------------------- |
| Antes da agregação                           |                                              |                                              |                                              |                                              |                                              |
| Ano                                          | 0-14 anos                                    | 15-24 anos                                   | 25-64 anos                                   | >= 65 anos                                   | Total                                        |
| 2001                                         | 916                                          | 864                                          | 2590                                         | 795                                          | 5165                                         |
| 2011                                         | 811                                          | 653                                          | 2850                                         | 864                                          | 5178                                         |
| Após a agregação                             |                                              |                                              |                                              |                                              |                                              |
| Ano                                          | 0-14 anos                                    | 15-24 anos                                   | 25-64 anos                                   | >= 65 anos                                   | Total                                        |
| 2021                                         | 665                                          | 558                                          | 2734                                         | 1163                                         | 5120                                         |